# Skyldforhold
Skyldforhold er et juridisk begreb, der anvendes indenfor obligationsretten. Et skyldforhold består af en eller flere fordringer mellem to parter. Et skyldforhold er enten ensidigt eller gensidigt.

## Ensidigt skyldforhold
I et ensidigt skyldforhold har kun den ene part (kreditor / fordringshaver) en fordringsret (en fordring) mod den anden part (debitor / skyldner). Hvis man fx lover at kautionere for an anden persons lån uden at få noget for det eller lover at give en gave, opstår der et ensidigt skyldforhold, hvor man selv er skyldner, og løftemodtageren er fordringshaver.

## Gensidigt skyldforhold
I et gensidigt skyldforhold har parterne fordringer mod hinanden. Der kan være tale om to uafhængige fordringer, men der kan også være tale om, at det gensidige skyldforhold hidrører fra en aftale, hvor fordringerne er vederlag for hinanden, fx en aftale om køb af en bil for et sum penge. I så er det gensidige skyldforhold et gensidigt bebyrdende skyldforhold.

## Gensidigt bebyrdende forhold
Gensidigt bebyrdende skyldforhold er særlige på flere måder:
- Fordringerne hænger sammen. For at den ene parts forpligtelse er gyldigt stiftet, skal modforpligtelsen som udgangspunkt også være gyldigt stiftet.
- Den ene parts fordring kan kun kræves opfyldt, hvis den anden parts fordring opfyldes. Indenfor køb kaldes dette for samtidighedsgrundsætningen, som er lovfæstet i købelovens § 14.
- Ved gensidigt bebyrdende skyldforhold har parterne nogle yderligere forpligtelser overfor hinanden, som man kalder biforpligtelser eller accessoriske forpligtelser.